# ピンザアブ洞人
ピンザアブ洞人（ピンザアブどうじん）又はピンザアブ人（ピンザアブじん）は、1979年（昭和54年）に沖縄県宮古島市（発見当時は宮古郡上野村）のピンザアブと呼ばれる洞穴で発見された約25,800 - 26,800年前（旧石器時代）の化石人骨。

## 概要
発見地のピンザアブは沖縄県宮古島市（宮古島）上野豊原にある。宮古方言で「ピンザ」は「ヤギ」、「アブ」は「洞穴」を意味し、「ピンザアブ」は「ヤギの洞穴」という意味である。
1974年（昭和49年）に愛媛大学による探査が行われ、ピンザアブの洞穴としての規模は判明していた。一方で沖縄県内では農業基盤の整備が進むとともに、各島嶼に分布する石灰岩洞穴の消滅と保存の問題が生じたため、沖縄県教育委員会は1977年（昭和52年）から3か年にわたる「沖縄県洞穴実態調査」に乗り出した。その一環として1979年（昭和54年）8月下旬にピンザアブの調査が行われ、大城逸朗（沖縄県立博物館）、新垣義夫（普天満宮）らによって多数の化石動物骨とともにヒトの後頭骨片が発見された。
1980年（昭和55年）、横浜国立大学の長谷川善和は後頭骨片、尖頂骨、右側頭頂骨、脊椎骨（第5腰椎）、乳歯（下右乳犬歯）片を追加発見した。長谷川が人骨の鑑定を国立科学博物館の佐倉朔に依頼したところ、この人骨に港川人と共通する特徴があることがわかった。
この知らせを受け、沖縄県教育委員会は、文化庁の補助・指導と地元の上野村教育委員会の協力を得て、地質学・古生物学・人類学・考古学の専門家チームを組織し、3年間におよぶ「ピンザアブ洞穴発掘調査」を実施した。この調査でさらに人骨が発見され、年代測定も行われた。
ピンザアブ洞人の年代は約25,800 - 26,800年前と判明した。これは年代的に山下洞人（約32,000年前）と港川人（約18,000年前）の中間に位置し、白保竿根田原洞穴遺跡で出土した全身骨格（約27,000年前）とほぼ同年代である。また、形態分析からも港川人に連続するが、やや先行する様相を示していた。骨は壮年の男女と子供を含む数個体を含んでいた。旧石器時代の人骨であるが、その生活の痕跡は発見されなかった。
1981年（昭和56年）、ピンザアブ遺跡は上野村（現・宮古島市）の史跡に指定された。
2010年時点で、ピンザアブ洞人の骨は動物化石とともに、国立科学博物館新宿分館（東京都新宿区）に保管されていた（新宿分館は2012年に筑波地区に集約された）。